# Ompax spatuloides

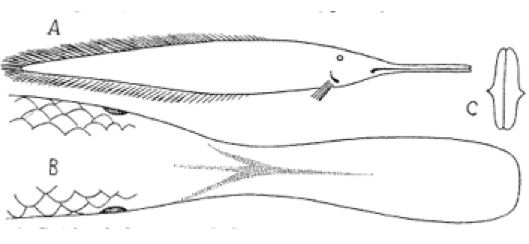
dessin de lOmpax spatuloides d'après le dessin original de Karl Theodor Staiger.

Ompax spatuloides est  un canular biologique datant de 1872. Il s'agit un poisson censé vivre en Australie, dont la description a été publiée en 1879 par le naturaliste français Francis de Laporte de Castelnau (1810-1880). Il s'agissait à l'origine d'une farce faite à un biologiste à qui l'on a servi à manger une chimère composée de trois poissons distincts. Ompax spatuloides a figuré sur certaines listes de poissons australiens jusqu'à la fin du 20e siècle.

## Une découverte culinaire
Karl Theodor Staiger (en), biologiste et secrétaire du Museum de Queensland (en) raconte qu'il était de passage en 1872 à la gare de Gayndah quand on lui servit un plat de poisson comprenant un étrange poisson qu'il n'avait jamais vu. On lui expliqua que c'était un poisson très rare pêché à quelques kilomètres de là par des Aborigènes. Staiger fut convaincu qu'il s'agissait d'un poisson encore inconnu, probablement un nouveau dipneuste australien, qu'il fit faire un croquis détaillé du poisson cuit par l'inspecteur des routes qui était présent. Il envoya ce croquis accompagné d'une description au naturaliste français Francis de Laporte de Castelnau.

## Classification
Castelnau publie la description du poisson en 1879 dans le journal de la Société linnéenne de Nouvelle-Galles du Sud. En tête de l'article, Castelnau reproduit la communication de Staiger sur ce poisson « qui ne se trouve que dans un trou d'eau de la rivière Burnett. Je me trouvais en août 1872 à Gayndah où il m'a été servi au petit-déjeuner après avoir été péché par des Aborigènes. Remarquant sa forme curieuse, je demandais l'inspecteur des routes de me le dessiner».
Castelnau s'enthousiasme sur ce nouveau poisson inconnu : « En examinant le croquis grossier et incomplet, j'ai vu immédiatement que le poisson était un ganoïde presque allié à Atractosteus mais formant, par ses nageoires dorsale, caudale et anale, toutes unies, le type d'un nouveau genre, et probablement d'une nouvelle famille. » Il peine cependant à le situer précisément dans la classification des poissons connus mais n'hésite pas à lui donner un nom scientifique « Dans notre connaissance actuelle de ce poisson singulier, il peut être délicat de lui donner un nom significatif ; je pense préférable de lui attribuer le nom mystérieux d’Ompax. L'espèce portera le nom de spaluloides. Il reste à espérer que d'autres spécimens seront bientôt trouvés et acquis par des musées australiens ».
Le terme choisi d’Ompax se réfèrerait à un rite secret et mystérieux de Déméter (Konx Ompax), ce qui semble en effet adapté à cet étrange animal.

## Des doutes et la découverte du canular
Dès la même année 1879, le biologiste Arthur O'Shaughnessy est perplexe sur cette histoire de poisson cuit. Il écrit dans le journal The Zoological Recorder : « Dans l'état actuel de nos connaissances, le Recorder pense qu'il ne serait guère justifié d'admettre Ompax spatuloides ». En 1881, William John Macleay exprime ses doutes dans le même journal de la publication de Castelnau. Il pense qu'un tel poisson ne sera jamais trouvé.
Le genre Ompax est pourtant encore largement référencé dans les listes savantes du début du 20e siècle,, même si son existence est parfois mise en doute comme par David Starr Jordan dans son ouvrage de référence sur les poissons The genera of fishes où il écrit que le poisson est « peut-être mythique, basé sur un dessin qui est probablement une représentation approximative d'un Epiceratodus Teller (Epiceratodus étant une nomenclature désuète du genre Neoceratodus). En 1930 encore, Allan Riverstone McCulloch considère le poisson comme « probablement mythique ».
Les doutes se confirment après un article signé du pseudonyme de Waranbini paru en 1930 dans le journal The Bulletin de Sydney. L'article raconte la farce faite à Staiger où on lui a fait manger le fameux poisson composé de la tête d'un dipneuste d'Australie, du corps d'un mulet et de la queue d'une anguille. L'article ajoute que ce canular réussi est longtemps resté une farce célèbre dans la région. Cet article sert de base en 1933, à l'ichtyologiste australien Gilbert Percy Whitley pour démonter le mythe en lui consacrant un article dans The American Naturalist. Il suggère que la tête du poisson qui fut servi à Staiger était plutôt celle d'une aiguille de mer (Belonidae) ou peut-être le fameux bec aplati d'un ornithorynque. On peut ajouter pour compléter que c'est plutôt la forme de la queue sur le dessin initial qui évoque celle du dipneuste d'Australie (Neoceratodus forsteri), alors décrit depuis peu et assez mal connu. L'histoire de la farce est à nouveau publiée en 1934, dans un article anonyme.

## Persistance du taxon
L'affaire semble entendue et le canular éventé. Pourtant en 1998, Ompax figure encore dans le grand catalogue des poissons de William Neil Eschmeyer avec la mention douteuse de Jordan.
On peut aussi noter qu’Ompax spatuloides possède une fiche dans plusieurs catalogues de biologie en ligne : 
- Global Biodiversity Information Facility[13]
- ZooBank[14]
- Index to Organism names (ION)[15]
- Interim Register of Marine and Nonmarine Genera (IRMNG)[16] mais avec la mention d'un taxon douteux, probablement un canular.

## Questions sur l'origine du canular
Si le canular est évident, il reste de nombreuses incertitudes : qui en étaient les auteurs ? Quel est le rôle de Staiger ? Castelnau a-t-il vraiment été convaincu par l'histoire et le croquis assez peu détaillé ? Enfin, qui était Waranbini qui raconte la plaisanterie plus de 50 ans après les faits ? Le musée de Gayndah affirme qu'aucun commérage local n'a traversé les générations pour éclairer le mystère. Waranbini n'était pas un habitant de Burnett, mais semble avoir été un vieux bushman originaire du district de Richmond, dans le Nord de la Nouvelle-Galles du Sud. Entre 1919 et 1940, il a contribué à plus de cinquante contes de brousse dans de nombreux quotidiens australiens.